# Colin Escott
Colin Escott (* 31. August 1949 in Boughton Aluph, Kent) ist ein britischer Journalist und Schriftsteller, der durch seine umfangreichen Arbeiten in den Bereichen der Country-, Rock ’n’ Roll- und Folk-Musik bekannt wurde.

## Leben
Escott wurde als Sohn eines Optikers in England geboren. 1971 schloss er die University of Kent at Canterbury mit dem Bachelor of Arts ab. Er arbeitete unter anderem für Island Records in London und Polygram in Kanada.
Mit dem Country-Musiker Ian Tyson schrieb Escott an dessen Biografie. Er schrieb ebenfalls zahlreiche Liner Notes für Bob Dylan, Willie Nelson Tompall Glaser und Jerry Lee Lewis. Escott verfasste ebenso einige der Booklets aus der Rockabilly Serie That’ll Flat Git It! des Bremer Bear Family Records Labels. Seine Biografie über Hank Williams lieferte 2015 die Grundlage zum Drehbuch für den Kinofilm I Saw The Light mit Tom Hiddleston.
Mit Floyd Mutrux schrieb Escott die Musicals Million Dollar Quartet (2006) und Baby It’s You! (2009). 2017 war er an der Adaption von Million Dollar Quartet in die Miniserie Sun Records beteiligt.
Escott lebt in Nashville, Tennessee.

## Werke

### Bücher
- 1974: Catalyst: The Sun Records Story (mit Martin Hawkins) ISBN 9780904619003
- 1980: Sun Records (mit Martin Hawkins) ISBN 9780825631610
- 1981: Elvis Presley: An Illustrated Discography (mit Martin Hawkins) ISBN 9780825639555
- 1986: The Sun Country Years: Country Music in Memphis, 1950–1959, (mit Martin Hawkins and Hank Davis) ISBN 9783924787066
- 1987: Sun Records: The Discography, Bear Family Records ISBN 9783924787097
- 1992: Good Rockin’ Tonight: Sun Records and the Birth of Rock ’n’ Roll (mit Martin Hawkins) ISBN 9780312054397
- 1994: Williams: The Biography ISBN 9780316249867
- 1994: Ian Tyson: I Never Sold My Saddle (mit Ian Tyson) ISBN 9780879056131
- 1996: Tattooed on Their Tongues: A Journey through the Backrooms of American Music ISBN 9780825672316
- 1999: All Roots Lead to Rock: Legends of Early Rock ’n’ Roll: A Bear Family Reader ISBN 9780028648668
- 2000: Tattooed on Their Tongues: A Journey Through the Backrooms of American Music ISBN 9780825672316
- 2001: Hank Williams: Snapshots from the Lost Highway (mit Kira Florita) ISBN 9781903985113
- 2002: Roadkill on the Three-Chord Highway: Art and Trash in American Popular Music ISBN 9780415937825
- 2003: Lost Highway: The True Story of Country Music ISBN 9781588341495
- 2006: The Grand Ole Opry: The Making of an American Icon ISBN 9781931722865
- 2015: I Saw the Light: The Story of Hank Williams ISBN 9781473634619
- 2022: The Birth of Rock 'n' Roll: The Illustrated Story of Sun Records and the 70 Recordings That Changed the World (mit Peter Guralnick) ISBN 978-1913172947

### Musicals
- 2006: Million Dollar Quartet (mit Floyd Mutrux)
- 2009: Baby It’s You! (mit Floyd Mutrux)

### Hörbuch
- 2002: Hank Williams, Hörbuch gelesen von Dominic Raacke ISBN 9783936186215

### Fernsehen
- 2005: American Masters – Hank Williams: Honky Tonk Blues (Dokumentation)
- 2009: Let Freedom Sing: How Music Inspired the Civil Rights Movement (Dokumentation)
- 2015: Only New Orleans (Dokumentation)
- 2017: Sun Records (Fernsehserie)

## Auszeichnungen
- 1992: Nominierung für den Grammy Award for Best Album Notes für The Original Singles Collection...Plus von Hank Williams[6]
- 1994: Nominierung für den Grammy Award for Best Album Notes für King of The Blues von B.B. King[6]
- 1999: Grammy Award for Best Historical Album für The Complete Hank Williams von Hank Williams[6]
- 1999: Nominierung für den Grammy Award for Best Album Notes für The Complete Hank Williams von Hank Williams[6]
- 2011: Nominierung für den Grammy Award for Best Historical Album für The Complete Mother’s Best Recordings...Plus! von Hank Williams[6]
- 2010: Nominierung für den Tony Award for Best Musical für Million Dollar Quartet[7]
- 2010: Nominierung für den Tony Award for Best Musical für Million Dollar Quartet[7]
- 2010: Drama Desk Award Nomination – Outstanding Musical für Million Dollar Quartet
- 2015: Grammy Award for Best Historical Album The Garden Spot Programs, 1950 von Hank Williams